# Kajol
Kajol (nascida Kajol Mukerji ; 5 de agosto de 1974), também conhecida por seu nome de casada Kajol Devgan, é uma atriz de cinema indiana, que trabalha predominantemente no cinema hindi. Nascida em Bombaim, da família Mukherjee-Samarth, é filha da atriz Tanuja Samarth e do cineasta Shomu Mukherjee. Ela recebeu vários elogios, incluindo seis prêmios Filmfare, e ao lado de sua tia Nutan, ela detém o recorde de mais vitórias de melhor atriz na cerimônia, com cinco. Em 2011, o governo da Índia concedeu a ela a Padma Shri, a quarta maior honra civil do país.
Depois de fazer sua estreia como ator no romance Bekhudi, de 1992, Kajol teve seu primeiro sucesso comercial com o thriller de 1993 Baazigar. Ela ganhou destaque ao ser protagonista feminina de vários romances de maior bilheteria, incluindo Yeh Dillagi (1994), Ishq (1997), Pyaar Kiya To Darna Kya (1998), Pyaar To Hona Hi Tha (1998) e Hum Aapke Dil Mein Rehte Hain (1999) - e recebeu um reconhecimento crítico por jogar contra o tipo no filme de mistério de 1997 Gupt: The Hidden Truth, que lhe rendeu um Filmfare Award de Melhor Vilão e o thriller psicológico de 1998 Dushman. Seu retrato de uma NRI conservadora no romance Dilwale Dulhania Le Jayenge (1995), uma moleca no romance Kuch Kuch Hota Hai (1998), uma mulher loquaz no melodrama Kabhi Khushi Kabhie Gham... (2001), uma caxemira cega mulher no thriller romântico Fanaa (2006) e mãe solteira no drama My Name Is Khan (2010) conquistou seus cinco prêmios Filmfare de Melhor Atriz. Seu lançamento de maior bilheteria veio com a comédia de ação Dilwale (2015).
Além de atuar em filmes, Kajol é ativista social e se destaca por seu trabalho com viúvas e crianças, pelas quais recebeu o Karmaveer Puraskaar em 2008. Ela atuou como juíza de talentos do reality show da Zee TV, Rock-N-Roll Family, e ocupa uma posição gerencial na Devgan Entertainment and Software Ltd. Kajol é casada com o ator Ajay Devgan desde 1999, com quem ela tem dois filhos.

## Início da vida e antecedentes

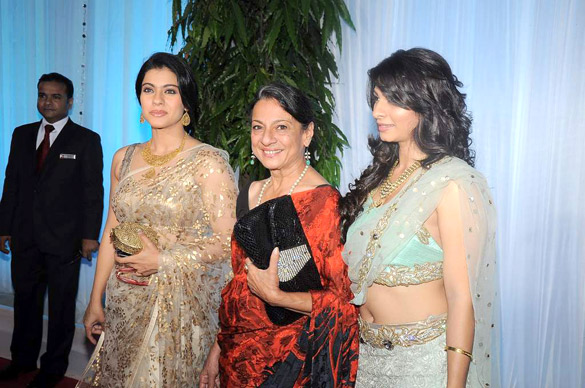
Kajol com sua mãe Tanuja (centro) e irmã Tanishaa (direita)

Kajol nasceu em Bombaim (Mumbai) da família Mukherjee-Samarth de ascendência bengali-marata. Sua mãe, Tanuja, é atriz, enquanto seu pai Shomu Mukherjee era diretor e produtor de cinema. Shomu morreu em 2008 depois de sofrer uma parada cardíaca. Sua irmã mais nova, Tanishaa também é atriz. Sua tia materna era a atriz Nutan e sua avó materna, Shobhna Samarth, e bisavó, Rattan Bai, estavam envolvidas no cinema hindi . Seus tios paternos, Joy Mukherjee e Deb Mukherjee, são produtores de cinema, enquanto seus avós paternos e maternos, Sashadhar Mukherjee e Kumarsen Samarth, eram cineastas. Os primos de Kajol, Rani Mukerji, Sharbani Mukherjee e Mohnish Behl também são atores de Bollywood; enquanto outro primo dela, Ayan Mukerji é diretor.
Kajol se descreve como sendo "extremamente travessa" quando criança. Ela acrescentou que era muito teimosa e impulsiva desde muito jovem. Seus pais se separaram quando ela era jovem; mas segundo Tanuja, Kajol não foi afetado pela divisão como "nunca discutimos na frente [dela]". Na ausência de sua mãe, Kajol era cuidada por sua avó materna, que "nunca me deixou sentir que minha mãe estava ausente e trabalhando". De acordo com Kajol, sua mãe inculcou nela um senso de independência desde muito jovem. Crescendo entre duas culturas distintas, ela herdou o "pragmatismo maharashtriano" da mãe e o "temperamento bengali" do pai.
Kajol estudou no internato do convento de São José em Panchgani. Além de seus estudos, ela participou de atividades extracurriculares, como dança. Foi na escola que ela começou a formar um interesse ativo em ler ficção, pois isso a ajudou "nos maus momentos" de sua vida. Aos dezesseis anos, começou a trabalhar no filme de Rahul Rawail, Bekhudi, que, segundo ela, era uma "grande dose de sorte". Inicialmente, ela pretendia voltar à escola depois de filmar o filme durante as férias de verão. No entanto, ela acabou abandonando a escola para seguir uma carreira em tempo integral no cinema. Ao não completar sua educação, ela citou: "Eu não acho que sou menos educado porque não completei a escola".

## Carreira
Kajol fez sua estreia como atriz aos dezessete anos de idade, no drama romântico de 1992 Bekhudi, ao lado da estreante Kamal Sadanah e sua mãe Tanuja, que interpretou sua mãe. Kajol interpretou Radhika, uma garota que se apaixona pelo personagem de Sadanah, apesar do desejo de seus pais de se casar com outro homem. Embora o filme tenha sido um fracasso nas bilheterias, a performance de Kajol foi notada e ela assinou contrato com Baazigar (1993), um thriller de Abbas-Mustan, que emergiu como um grande sucesso comercial. Inspirado no filme americano A Kiss Before Dying, o filme co-estrelou Shah Rukh Khan, Shilpa Shetty e Siddharth Ray, e viu Kajol interpretar o papel principal de Priya Chopra, uma garota que se apaixona pelo assassino de sua irmã. O filme marcou a primeira de suas muitas colaborações com Khan.
Em 1994, Kajol apareceu no melodrama Udhaar Ki Zindagi, como neta dos personagens interpretados por Jeetendra e Moushumi Chatterjee. O filme, que foi um remake do filme em télugo, Seetharamaiah Gari Manavaralu, não foi bem nas bilheterias. No entanto, o desempenho de Kajol lhe rendeu o Prêmio BFJA de Melhor Atriz. Posteriormente, ganhou maior reconhecimento público por seu papel no drama romântico de Yash Raj Films, Yeh Dillagi, estrelando ao lado de Akshay Kumar e Saif Ali Khan. O filme, que foi um remake não oficial do filme americano de 1954 Sabrina, narrou a história da filha de um motorista que se torna modelo e se envolve em um triângulo amoroso entre dois irmãos. O sucesso de Yeh Dillagi provou ser um avanço para Kajol, e seu desempenho a levou a uma primeira indicação de Melhor Atriz no Filmfare Awards anual.

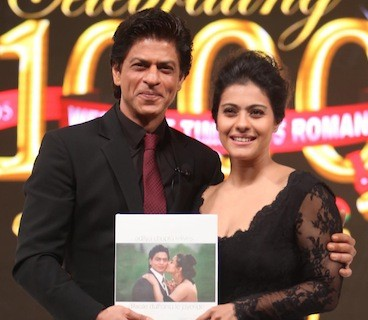
Kajol com Shah Rukh Khan em um evento por vinte anos exibindo Dilwale Dulhania Le Jayenge (1995) em Maratha Mandir em 2014.

Em 1995, Kajol estrelou dois grandes sucessos comerciais—Karan Arjun, de Rakesh Roshan, e Dilwale Dulhania Le Jayenge, de Aditya Chopra—ao lado de Shah Rukh Khan. O primeiro foi um thriller melodramático, baseado no conceito de reencarnação, no qual ela interpretou Sonia Saxena, uma personagem coadjuvante que forma o interesse amoroso de Khan. O filme acabou surgindo como o segundo filme de maior bilheteria do ano na Índia. Ela justificou desempenhar um papel menor no filme dizendo: "Fiz Karan Arjun porque queria saber como é ser um ornamento. Eu não tinha nada para fazer no filme, exceto ficar bem". Os próximos três lançamentos de Kajol naquele ano - Taaqat, Hulchul e Gundaraj - falharam em se dar bem comercialmente; as duas últimas foram suas primeiras colaborações com seu futuro marido, o ator Ajay Devgn.
O quinto e último lançamento de Kajol, o romance Dilwale Dulhania Le Jayenge, não foi apenas o maior sucesso comercial de 1995, mas também um dos filmes de maior sucesso de todos os tempos na Índia. O filme, que ganhou um bruto mundial de ₹ 1.23 bilhões no momento do lançamento, vem sendo executado continuamente em Mumbai desde então. Dilwale Dulhania Le Jayenge também foi um grande sucesso crítico; ganhou dez prêmios Filmfare, e a performance de Kajol como Simran Singh, um jovem indiano não residente de Londres que se apaixona pelo personagem de Shah Rukh Khan foi elogiada, ganhando-lhe um primeiro prêmio Filmfare de Melhor Atriz. Em 2005, a Indiatimes Movies classificou o filme entre os 25 filmes imperdíveis de Bollywood, citando-o como um "pioneiro das sortes". Na revisão retrospectiva do mesmo ano por Rediff, Raja Sen afirmou que Kajol foi "sabiamente escolhido... para interpretar Simran, a atriz real-life-life que traz calor e credulidade ao Simran, inicialmente pudico e relutante. Sem mencionar a química na tela que se tornou o material da lenda." Em 1996, Kajol estrelou o drama de ação de Vikram Bhatt, Bambai Ka Babu, ao lado de Saif Ali Khan e Atul Agnihotri. Após o lançamento, o filme surgiu como um grande desastre crítico e comercial.